# Andreas Boßler
Andreas Boßler auch Bossler (* 13. Februar 1884 in Neckarsteinach; † 17. April 1961 ebenda) war ein deutscher Unternehmer, Schiffseigner und Pionier der Weißen Schifffahrt am Neckar. 
Gemeinsam mit seinem älteren Bruder Georg Boßler (1881–1946) war er im Jahre 1926 Unternehmensgründer der Personenschiffahrt Gebr. Bossler, deren Schwester- und Nachfolgeunternehmen, die Heidelberger Fahrgastschiffahrt Bossler oHG, heute Bestandteil der Weißen Flotte Heidelberg ist, an der gegenwärtig zwei seiner Ururenkel als Gesellschafter beteiligt sind.

## Herkunft

### Abstammung
Andreas Boßler wurde als jüngstes von sechs Kindern des Fährunternehmers Jakob Friedrich I. Boßler (1851–1927) und der Industriellentochter Sibylla Luise Götz (1854–1885) geboren. Durch die mütterliche Linie war er ein Enkel des Gasthausbesitzers, Industriellen und mehrfachen Steinbruchbesitzers Johann Friedrich II. Götz (1820–1892) sowie ein direkter Cousin der beiden Reeder, vielfachen Steinbruchbesitzer und Begründer der Gütermotorschifffahrt am Neckar Ludwig (1887–1955) und Jakob Götz (1890–1977).
Sein Neffe war der Unternehmer Herbert Bossler (1907–1999). Andreas Boßler entsprang der Schifffahrtsunternehmerfamilie Boßler und war ein Agnat der jüngeren Linie des Geschlechts. Er war zudem ein Cousin dritten Grades des Schifffahrtsunternehmers und Pioniers in der Binnenschifffahrt Werner Ludwig Boßler.

### Familie
Seine Gattin, Johanna Bock (1885–1963), stammte aus der seit 1646 in Neckarsteinach mit der Fischerei und der Schifffahrt verwobenen Familie Bock, die zu den alten Schiffergeschlechtern zählte. Mit ihr hatte er folgende sechs Kinder.
1. Elisabeth (1911–2005) ⚭ Georg Fretter, Kieswerkbesitzer und Schifffahrtsunternehmer aus Erfelden.
2. Karl Boßler (1912–1964), Schifffahrtsunternehmer.
3. Katharina Boßler (1914–2010) ⚭ Hermann Stumpf, Bürgermeister von Schönau, die beiden Söhne Katharinas waren die Gründer der Personenschifffahrt Stumpf in Heilbronn.
4. Johanna Hanna Boßler (1920–2010), Schifffahrtsunternehmerin  ⚭ Heinrich Heiner Krieger, genannt „der Wohltäter“,[6] Reeder, Industrieller, Geschäftsführer und Hauptgesellschafter der Firmengruppe  Krieger, nach ihr war das Binnengüterschiff Hanna Krieger I benannt, der 1989 die Hanna Krieger II folgte.
5. Lina Boßler (1926–2008), Schifffahrtsunternehmerin ⚭ Heinrich Heilmann, Schiffseigner, ihr war das Motorgüterschiff Lina Heilmann gewidmet.[7]

## Unternehmertum
Andreas Boßler erlernte den Beruf des Binnenschiffers und führte zusammen mit seinem Vater und seinen drei Brüdern ein gewerbsmäßiges Verleihen von Nachen und Gondeln in Neckarsteinach.
Mit seinem Transportkahn Starkenburg beförderte er nicht nur Gesellschaften und Personen, sondern obendrein Standsteine und Kies. 1921 erwarb er sein erstes Passagierschiff, die Viktor von Scheffel, die von 1926 bis ins Jahr 1959 im Dienst der Reederei Gebr. Bossler stand.

### Unternehmensgründung

Hausflagge der von Andreas Boßler mitgegründeten Reederei Gebr. Bossler, die ebenfalls vom 1968 gegründeten Schwesterunternehmen Heidelberger Fahrgstaschiffahrt Bossler oHG verwendet wurde

1926 gründete Andreas Boßler zusammen mit seinem älteren Bruder Georg das Unternehmen Personenschiffahrt Gebr. Bossler. Das hierfür von ihm zuerst eingebrachte Fahrgastschiff war das oben bereits genannte Motorschiff Viktor von Scheffel. 1927 wurde das auf der Werft Ebert & Söhne erbaute Fahrgastschiff Bligger von Steinach in Dienst gestellt. Darauf folgte das Motorfahrgastschiff Alt-Heidelberg I, das im Jahr 1928 in Betrieb genommen wurde. Zu Beginn der 30er Jahre erwarb Andreas Boßler vier weitere Schiffseinheiten von einem anderen Unternehmen. Darunter war die 1928 erbaute Von Hindenburg, die sich 1938 in Besitz von Karl und Herbert Boßler befand. Somit umfasste die Flotte insgesamt sieben Passagierschiffe.

### Kriegsende
Nach dem Ende des Zweiten Weltkriegs umfasste die Flotte der Passagierschiffe, die sich im Besitz von Andreas Boßler unter der Flagge der Reederei Gebr. Bossler befand, noch die drei Motorfahrgastschiffe Viktor von Scheffel, Bilgger von Steinach sowie Alt-Heidelberg I. Die zuvor von der Firma Gebr. Fischer erworbenen Einheiten verblieben bei der US-Army, sind gesunken oder wurden nach Speyer und Koblenz verkauft.

### Nachkriegszeit
1952 wurde das Motorfahrgastschiff Alt-Heidelberg II in die Flotte der Reederei Gebr. Bossler integriert. Es war zuvor als Lahntreue im Dienst des Unternehmens Heil & Co. in Balduinstein an der Lahn und löste das Passagierschiff Alt-Heidelberg I ab, das wiederum an die Firma Heil & Co. abgegeben wurde. Somit umfasste die Schiffsflotte der Personenschiffahrt Gebr. Bossler weiterhin drei Schiffseinheiten.
Die ersten Schiffsneubauten des von ihm mitgegründeten Unternehmens nach dem Zweiten Weltkrieg initiierte Andreas Boßler noch mit. Darunter fiel unter anderem 1957 das Passagierschiff Gebrüder Bossler und 1960 das Flaggschiff MS Vaterland.
Das von ihm gegründete Unternehmen war maßgeblich am Fremdenverkehr und Tourismus in Neckarsteinach und Umgebung beteiligt und zählte nach Lebzeiten von Andreas Boßler hohe Vertreter aus den Sparten Staat und Politik sowie aus dem Ausland zu seinen Gästen.

## Bedeutung
Andreas Boßler erlangte seine Bedeutung als Pionier der Ausflugsschifffahrt auf der Bundeswasserstraße Neckar. Darauf verweist die Festschrift des Schiffervereins Neckarsteinach anlässlich des 850-jährigen Jubiläums. Die Jubiläumspublikation erschien im deutsch-französisch tätigen Wartberg Verlag und beschreibt fernerhin die Unternehmenshistorie der Fahrgastreederei Gebr. Bossler hin zur Weißen Flotte. Weiter wird die Pionierleistung Boßlers den Touristenfluss auf dem Neckar betreffend im heimatkundlichen Bereich rezipiert.
Darüber ist es bemerkenswert und überregional verankert, dass Andreas Boßler 1960 gemeinsam mit seinem Bruder und Mitgesellschafter Georg Boßler mit der MS Vaterland das in seiner Gästekapazität größte Salonschiff auf den Flüssen Neckar und Main fertigen und in Dienst der Reederei Gebr. Bossler stellen ließ. Erst zwei Jahre später erfolgte durch die Neckar-Personen-Schiffahrt Berta Epple in Stuttgart ein gleich großer Bau. Auf dem Main nahm erst 1972 ein vergleichbares Schiff die Fahrt auf.
Der Eisenbahnfachmann Wolfgang Löckel betonte 2016 explizit die Tradition der Gebr. Bossler aus Neckarsteinach, von denen einer der beiden Andreas Boßler war, für die Passagierschifffahrt im doch weltbekannten Heidelberg und die Weiße Flotte.

## Sonstiges

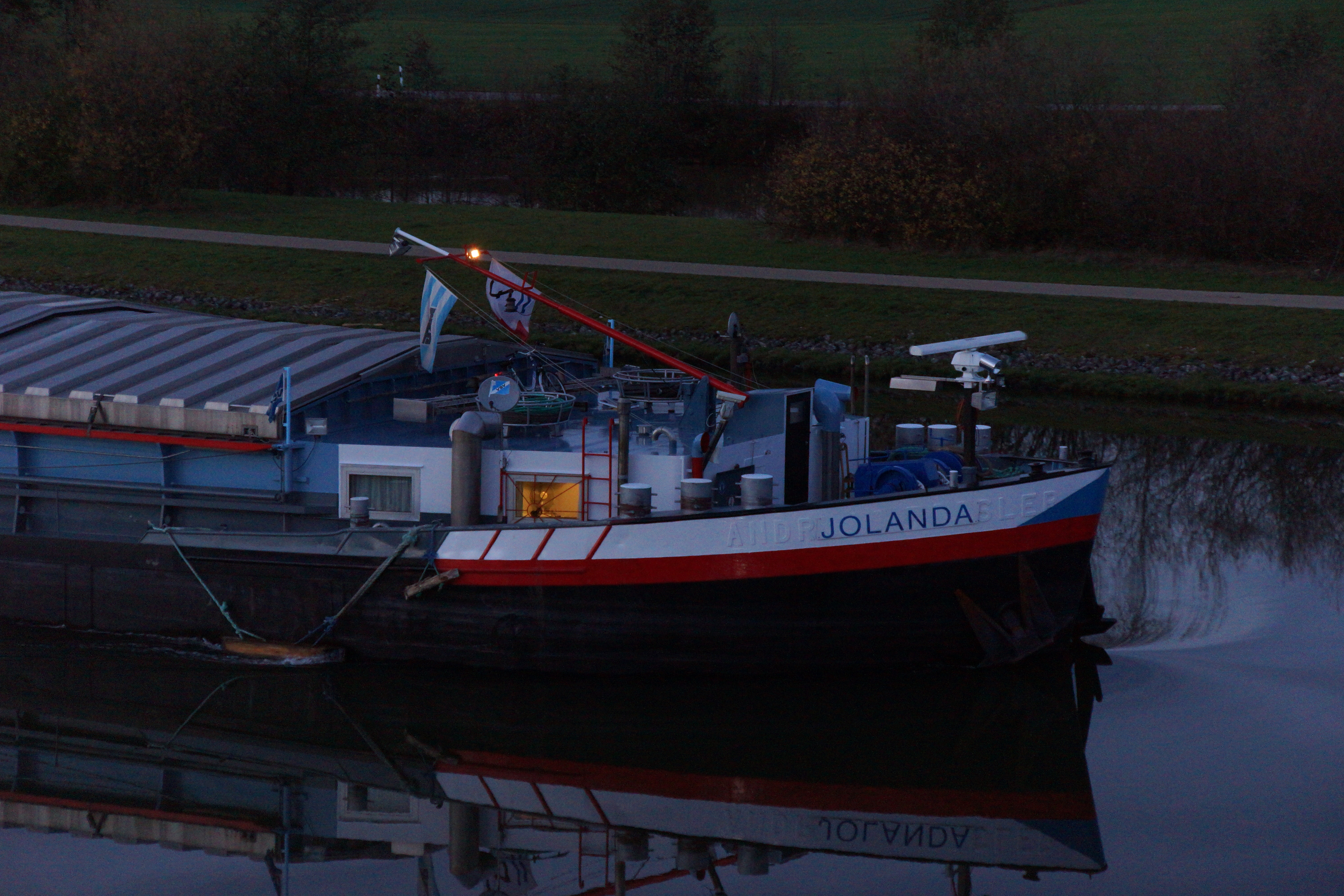
Am Bug ist der ehemalige, in die Schanze verschweißte, Schiffsname Andreas Bossler des aktuell unter dem Namen Jolanda in Fahrt befindlichen Gütermotorschiffs noch deutlich erkennbar

Andreas Boßler hatte gemeinsam mit seinem Sohn Karl Boßler das Motorgüterschiff A. & K. Bossler in Dienst stehen, das Schiff Typ Karl-Vortisch lief am 7. August 1956 auf der Werft Josef Braun GmbH in Speyer vom Stapel. Ebenfalls mit seinem Sohn zusammen gehörte ihm das Schleppschiff Gross Deutschland, das unter anderem als Kriegsschiff eingesetzt wurde und in dieser Funktion am Bau des Westwalls beteiligt war und anschließend als Friedrich an seinen Neffen Herbert Bossler überging.
Das 1964 auf der Werft Gustavsburg erbaute Gütermotorschiff Andreas Bossler ist ihm gewidmet gewesen. Es befand sich in Eigentum seiner Töchter Hanna Krieger und Lina Heilmann und fuhr im Charter Transporte für die Reederei Gebrüder Krieger KG.
Zwei Ururenkel von Andreas Boßler halten heute 42 Prozent der Geschäftsanteile an der Fahrgastreederei Weiße Flotte Heidelberg GmbH & Co. KG.